# خانه در آتش (مجموعه تلویزیونی)
خانه در آتش یا گرداب نام یک مجموعهٔ تلویزیونی است به کارگردانی علی نقی‌لو است که در سال ۱۳۷۳ تولید و از شبکه ۱ پخش گردید.

## خلاصه داستان
خانواده‌ای در آرامش و رفاه مشغول گذران زندگی است. پدر خانواده تصمیم می‌گیرد دست به قاچاق مواد مخدر بزند و با این تصمیم، خانواده را دچار مشکلات زیادی می‌کند. با درگیر شدن سایر اعضای خانواده در این بلای خانمان‌سوز، دیگر آرامش از آن خانه رخت برمی‌بندد و …

## بازیگران و عوامل تولید

### بازیگران
- شهلا ریاحی
- رحمان مقدم
- رفیع مددکار
- گیتی معینی
- منوچهر حامدی
- پروین سلیمانی
- محمود بصیری
- رضا صفایی‌پور
- جمشید شاه‌محمدی
- فرحناز منافی ظاهر
- منوچهر والی‌زاده
- فرحناز مهر
- مظفر سلطانی
- فرهاد اصلانی
- مرتضی نیکخواه
- صفر کشکولی
- میترا تبریزی
- علی امجدی
- محمود مقامی
- اصغر زمانی
- امیر وطن‌زاد
- افسانه خشتی
- محسن افشار
- حسین چنگی
- رامین نعمتی
- علی نقی‌لو
- مجید علیزاده
- هراند هاکوپیان
- ساحل سرومیلی
- حسین سروش
- غلامرضا میرصادقی
- هاشم دهقان
- یوسف آذری
- امیر معصومان
- عباس عطایی
- نادره نظام‌دوست
- فهیمه مهاجر شیرازی
- حوریه خطیب‌ زاده
- شکرالله مستانی
- اصغر آشوری
- حسین لعل
- شهروز نیکخواه
- نسترن نعمتی
- محمد جهانگرد
- مریلا زارعی

### عوامل تولید
- کارگردان: علی نقی‌لو
- فیلمنامه: علی نقی‌لو، حسین سروش
- تصویربردار: حمید احمدی
- سرپرست گویندگان: عطاالله کاملی
- تدوین: بهرام سنجابی
- تهیه‌کننده: اصغر زائری
- گروه کارگردانی: اکبر بدایع، گلچهره دانش
- فرمت تصویر: ویدئویی
- تعداد قسمت‌ها: ۲۴ قسمت
- مدت زمان: ۱۲۰۰ دقیقه
- محصول: گروه اجتماعی شبکه ۱ با همکاری ستاد مبارزه با مواد مخدر
- سال تولید: ۱۳۷۳